# 대전내동초등학교
대전내동초등학교는 대한민국 대전광역시 서구에 있는 공립 초등학교이다.

## 학교 연혁
- 1979. 10. 08 대전백운초등학교에서 분리 개교(7학급)
- 1989. 08. 20 전국 아름다운 학교 표창
- 1990. 10. 30 새교육과정 적용 시범학교 운영보고(시)
- 1991. 12. 20 교육실적 우수학교 교육부장관 표창
- 1994. 11. 15 민주시민교육 시범학교 운영보고(지역)
- 1996. 06. 20 인간교육 시범학교 운영보고(시)
- 1999. 06. 25 인성교육 시범학교 운영보고(교육부)
- 2000. 01. 14 발명 교실 개설
- 2004. 06. 30 발명교육 시범학교 운영보고(시)
- 2008. 06. 17 초등영어교육 연구학교 운영보고 (교육과학기술부)
- 2010. 07. 01 [사교육 없는 학교] 운영
- 2013. 03. 01 49학급 편성(특수학급 1학급 포함)
- 2014. 03. 01 50학급 편성(특수학급 1학급 포함)
- 2014. 03. 01 인성교육 시범학교 운영(시)
- 2015. 02. 13 제35회 졸업
- 2015. 03. 01 48학급 편성(특수학급 1학급 포함)
- 2018. 03. 01. 학교자율과제 연구학교 운영(시)
- 2024. 02. 07. 제44회 졸업(총 14,321명)
- 2024. 03. 01. 39학급 편성(특수학급 2학급 포함), 병설유치원 4학급

## 참고 자료
- 대전내동초등학교 - 한국교육학술정보원 학교알리미